# Yūki Katō
Yūki Katō (japanisch 加藤 有輝 Katō Yūki; * 20. September 1997 in Ina, Präfektur Saitama) ist ein japanischer Fußballspieler.

## Karriere
Katō erlernte das Fußballspielen in der Mannschaft von Ina Kobari Soccer Sports Shonendan sowie in der Jugendmannschaft von Omiya Ardija, wo er 2016 auch seinen ersten Profivertrag unterschrieb. Der Verein aus Ōmiya-ku, einem Stadtbezirk von Saitama, spielte in der höchsten Liga des Landes, der J1 League. Am Ende der Saison 2018 stieg der Verein in die zweite Liga ab. Die Saison 2021 wurde er an den Ligakonkurrenten Giravanz Kitakyūshū ausgeliehen. Am Ende der Saison 2021 stieg er mit dem Verein aus Kitakyūshū als Tabellenvorletzter in die dritte Liga ab. Für Giravanz bestritt er 30 Ligaspiele. Nach der Ausleihe kehrte er im Januar 2024 zu Omiya Ardija zurück. Am Ende der Saison 2024 feierte er mit dem Verein die Drittligameisterschaft und den Aufstieg in die zweite Liga.

## Erfolge
Ōmiya Ardija
- Japanischer Drittligameister: 2024